# Birkstraat 76 (Soest)
De boerderij Birkstraat 76 is een gemeentelijk monument in de gemeente Soest in de provincie Utrecht. De voormalige boerderij wordt gebruikt als woonhuis.
Het met riet gedekte boerenwoonhuis op de hoek met de Vondellaan heeft het jaartal 1811 op de gevel staan. Het heeft een rechthoekige plattegrond met op de eerste bouwlaag een zadeldak met twee schoorstenen. Midden in de voorgevel zit een negenruits vensters tussen rood-witte luiken met zandlopermotief. Rechts daarvan is een opkamervenster boven een kelderlicht met luik. De vensters in de wit gepleisterde zijmuren zijn van verschillende grootte.